# 史家湾站
史家湾站是洛阳轨道交通1号线的地铁车站，位于中华人民共和国河南省洛阳市瀍河回族区中州东路与安居路交叉口，于2021年3月28日开通。

## 车站结构
史家湾站位于中州东路与安居路交叉口，沿中州东路设置，呈东西走向，为地下两层岛式站台车站，车站长206米，宽19米，车站地下一层为站厅层，地下二层为站台层，站台设置全高站台门。
| 地面              | 出入口 | A、B、C、D出入口                                                                                    |
| 地下一层          | 站厅   | 客服中心、自动售票机、验票机                                                                        |
| 地下二层          | 站台   | \| \| \| █ 1号线往红山（塔湾） \| \| 島式 · 開左邊车门 \| \| \| \| \| \| █ 1号线往杨湾（終點站） \| |
|                   |        | █ 1号线往红山（塔湾）                                                                               |
| 島式 · 開左邊车门 |        | |
|                   |        | █ 1号线往杨湾（終點站）                                                                             |

## 出入口
史家湾站共设4个出入口，各出口及周围设施如下所示：
| 出口编号            | 照片 | 地点                         | 可到达目的地                       |
| ------------------- | ---- | ---------------------------- | ---------------------------------- |
| A · 出口 · （设有） |      | 中州东路（南），安居路（东） | 洛阳瀍河交通医院                   |
| B · 出口            |      | 中州东路（南），安居路（西） | 瀍河实验学校东校区，恒大绿洲东区   |
| C · 出口            |      | 中州东路（北），安居路（西） | 东方外国语学校，万隆小区           |
| D · 出口            |      | 中州东路（北），安居路（东） | 洛阳外国语学校附属小学，建业中州府 |
| 图例： 设有         |      |                              |                                    |

## 接驳交通

### 公交车
- 中州东路安居路口：22路，56路，106路，801路，802路，807旅游直通车，V3路
- 安居路中州东路口南：22路

## 历史
本站工程名与正式站名均为史家湾站，以车站所处的史家湾村命名。
- 2018年1月29日，车站主体结构封顶[3]。
- 2021年3月28日，车站随1号线通车开通[1]。